# Šebáňovice
Šebáňovice je malá vesnice, část městyse Vrchotovy Janovice v okrese Benešov. Nachází se asi 3 km na severozápad od Vrchotových Janovic. V roce 2009 zde bylo evidováno 43 adres. Šebáňovice je také název katastrálního území o rozloze 3,73 km². V katastrálním území Šebáňovice leží i Sedlečko.

## Historie
První písemná zmínka o vesnici pochází z roku 1403.
Za druhé světové války se ves stala součástí vojenského cvičiště Zbraní SS Benešov a její obyvatelé se museli 1. dubna 1944 vystěhovat.

## Památky v obci
- V obci se nachází kamenný pomník padlým první světové válce.
- Nedaleko od pomníku se nalézá kamenná zvonice v ohrádce, s prosklenou nikou a s obrázkem světice. Zvonice nese dataci 1879.

## Galerie

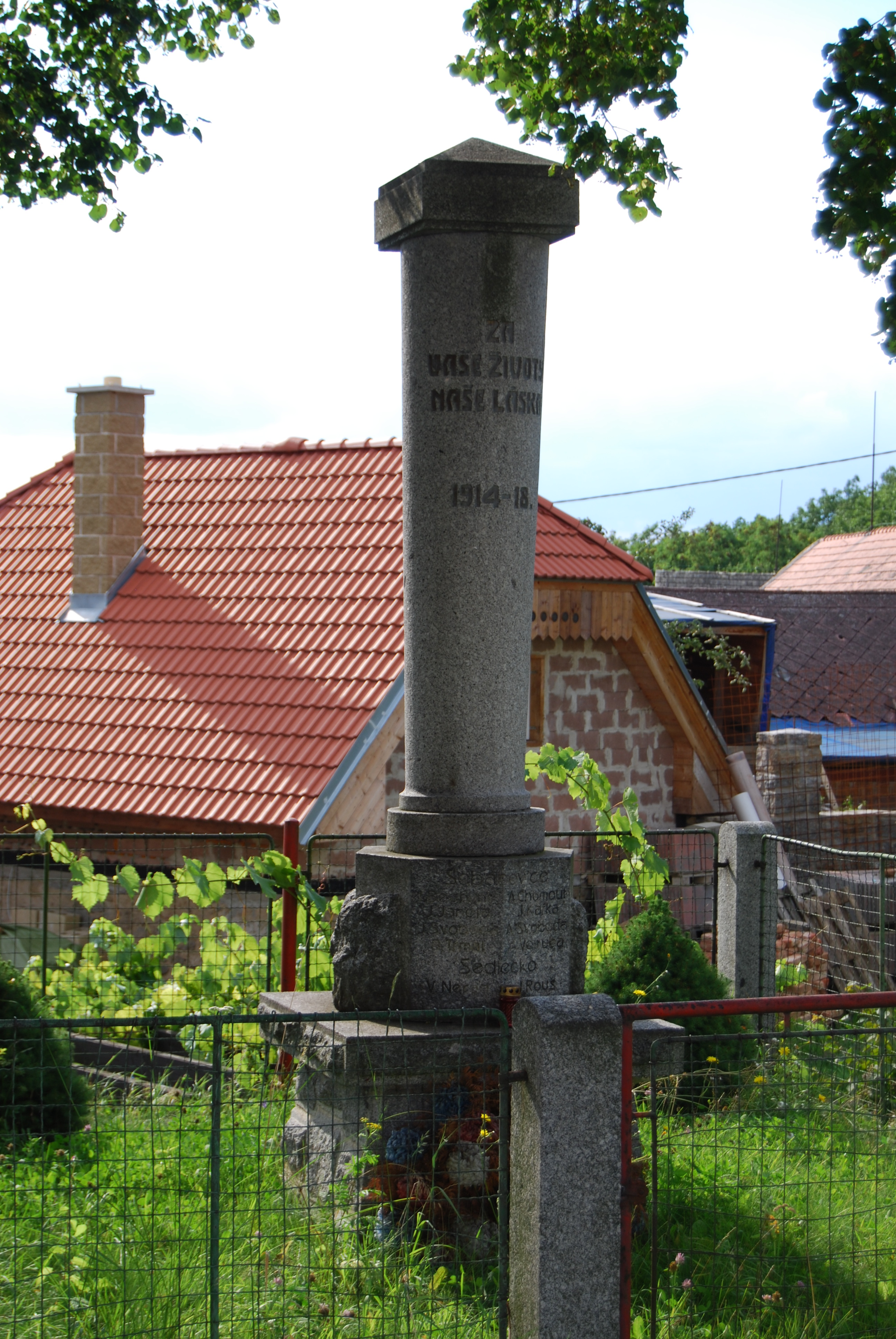
Pomník padlým v I. světové válce
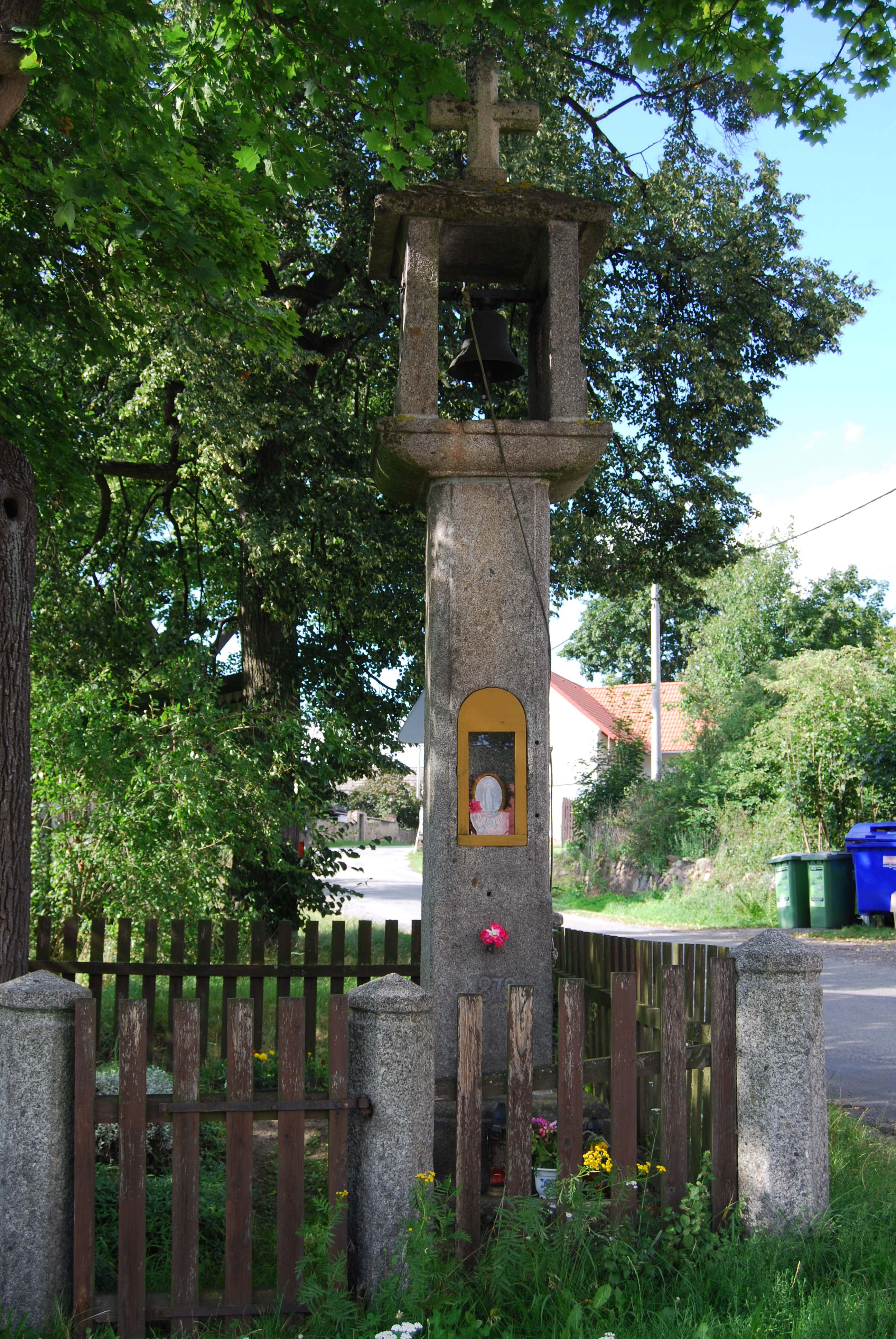
Zvonice ve vesnici
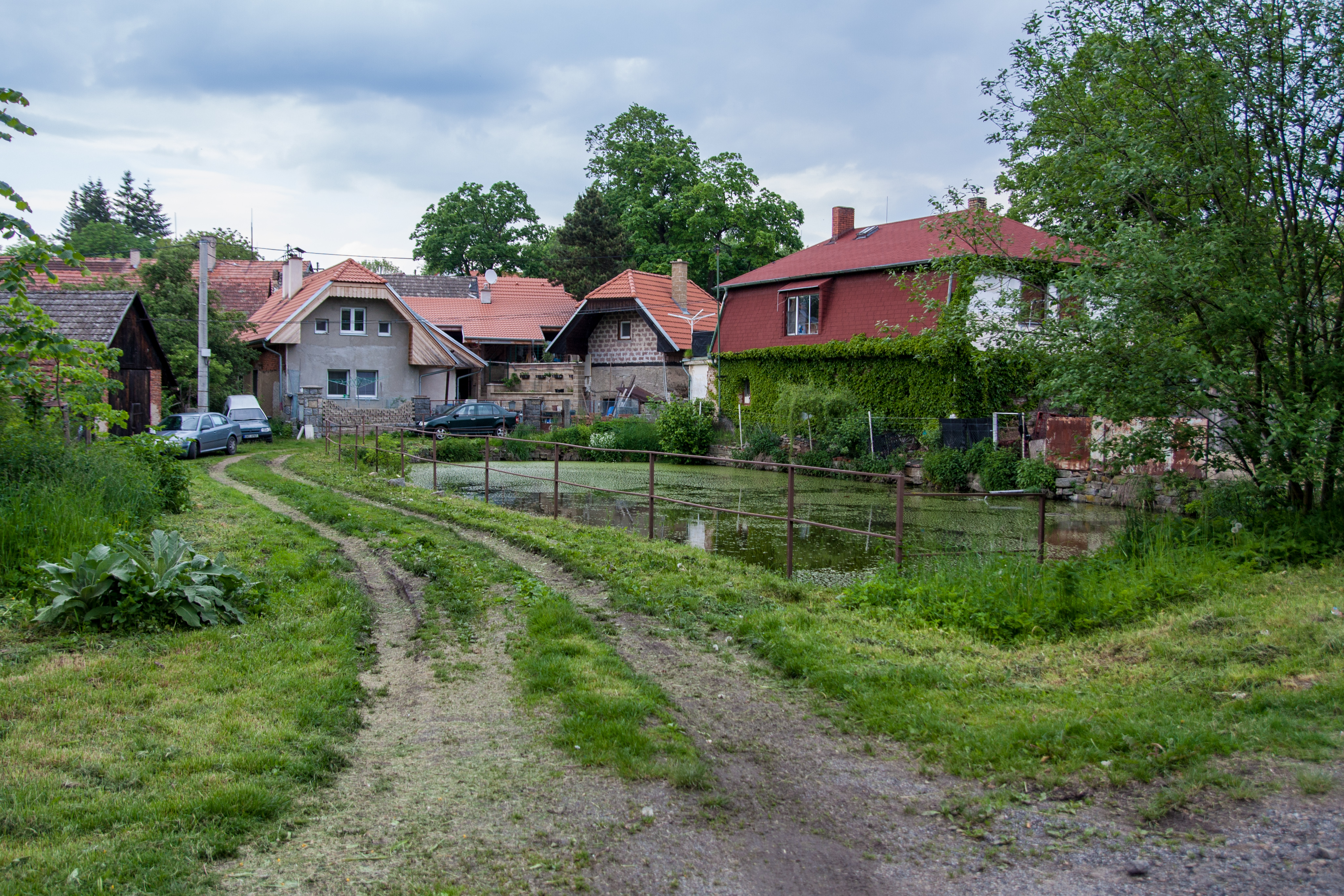
Rybník (2019)
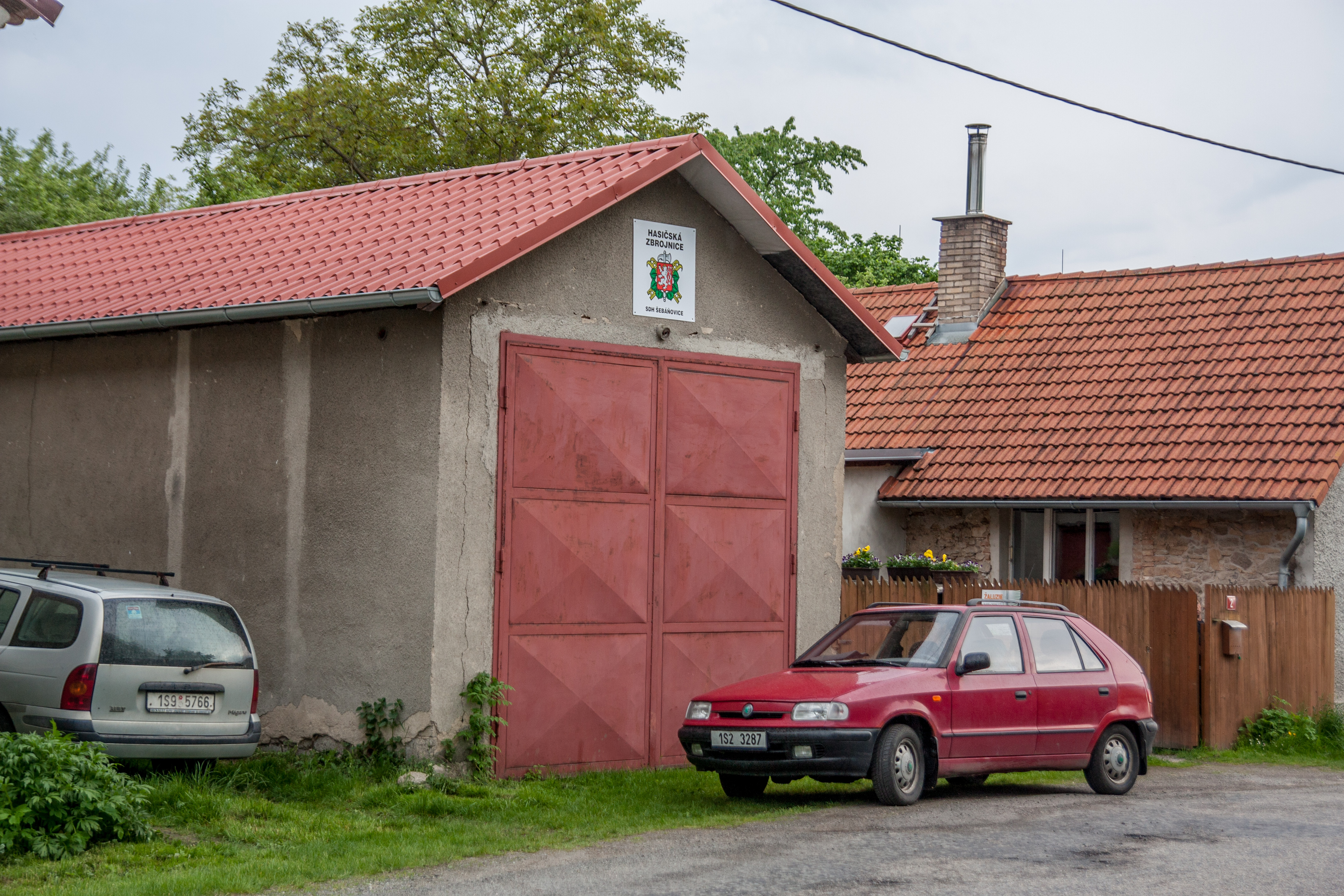
Hasičská zbrojnice (2019)
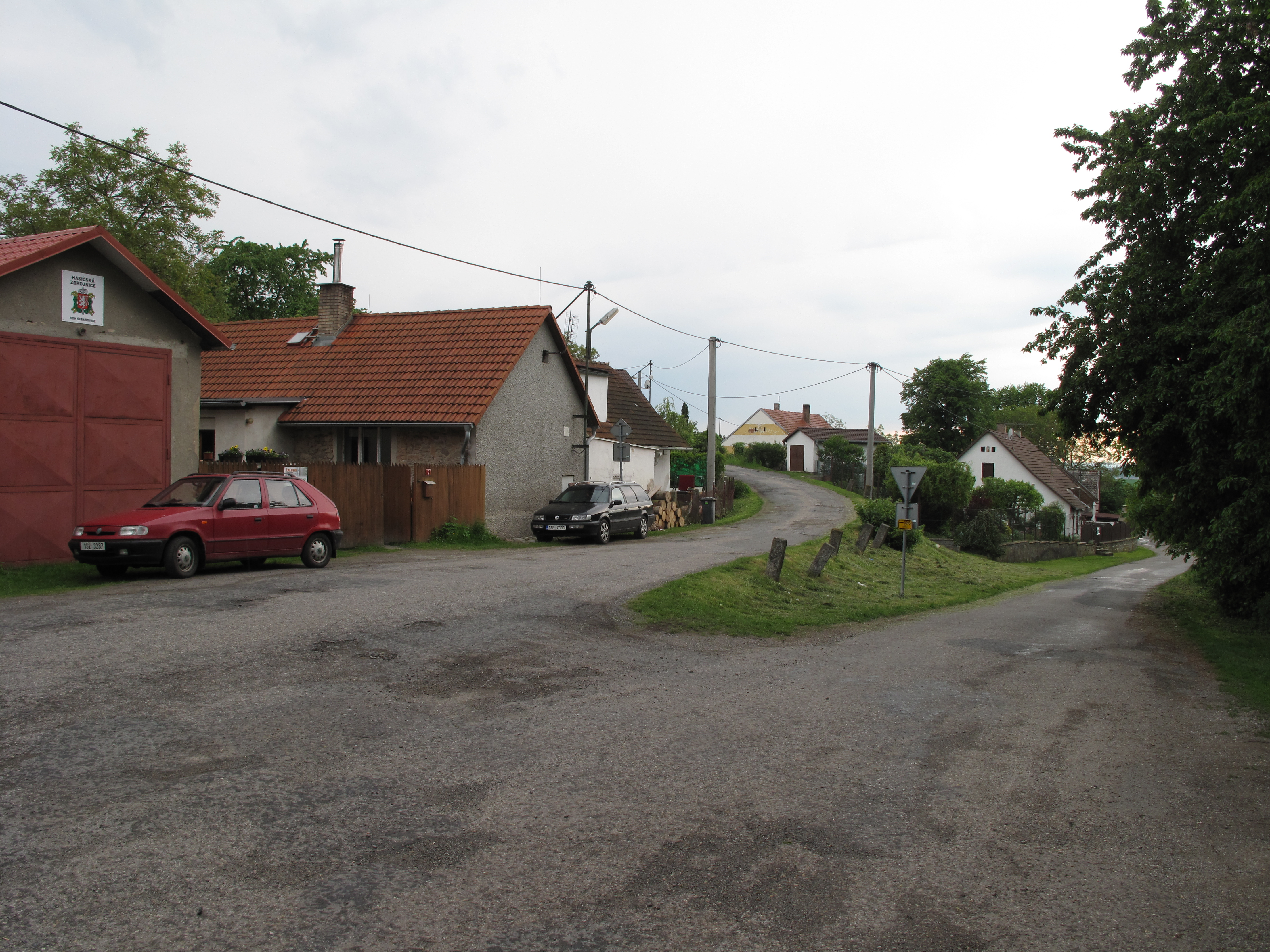
Rozcestí (2019)